# Кехоэ, Тим
Тим Кехоэ (11 мая 1970, Сент-Пол, Миннесота, США — 27 февраля 2014) — писатель, изобретатель игрушек. Он наиболее известен изобретением цветных пузырей, не оставляющих пятен, Zubbles. На разработку Zubbles ушло более 14 лет, были проведены многочисленные исследования в области химии для получения стойких цветов мыльных пузырей.

## Биография
Тим Кехо родился в Сент-Поле, штат Миннесота 11 мая 1970 года. Отец -Томас Кехо, мать — Мэрилин Лайс Кехо Олсон, брат — Патрик Кехо.
Женат, отец пятерых детей : Александра, Изабелла, Симус, Лиам и Габриэлла.
Кехо неожиданно скончался в возрасте 43 лет в 2014 году.

### Zubbles
Тим начал свою карьеру с изобретения игрушек (насчитывается более 200 штук), лицензию на многие из них купила компания Hasbro. В определенный момент он переключается на веб-разработку в фирме своих друзей Гая Хаддлтона (Guy Haddleton) и Сью Стротер (Sue Strother), однако видео игры оказались мало конкурентоспособными. Пришлось начинать новый проект. Кехо вспоминает о своей давней мечте и приступает к работе. Несколько лет поиска необходимых компонентов, эксперименты с предлагаемыми образцами самых известных компаний и готовый продукт был получен в 2008 году. Правда выпустила его компания, созданная под этот проект, Jamm Companies, принадлежащая Марку и Джейн Мэтсофф (Marc, Jane Matsoff), которым Кехо передал все права и разработки для завершения проекта.

### Книги
Кехо является автором серии рассказов о Винсенте Шэдоу «Необыкновенный ум Винсента Шэдоу» (The Unusual Mind of Vincent Shadow), опубликованной Little, Brown and Company. Одиннадцатилетний Винсент мечтал стать изобретателем игрушек. У него были записные книжки, полные идей: пузыри, несущие звук, ракеты, которые лопаются в воздушных змеев, и футбольный мяч, который скорее укусит, чем будет пойман. К сожалению, секретная лаборатория на чердаке, где Винсент построил свои прототипы, видела больше бед, чем побед. Но случайная встреча с эксцентричным изобретателем игрушек Говардом Уизом и открытие давно утерянных изобретений одним из величайших ученых мира навсегда изменит жизнь Винсента. Компания Plan B Entertainment, принадлежащая Брэду Питту планирует выпустить экранизацию данного произведения.
Кехо также является автором готовящегося к выходу триллера среднего уровня «Неистовый Джонс и секрет убийцы».
- Необычный разум Винсента Тени, 01.11.2009, Little, Brown and Company

- Винсент Тень: изобретатель игрушек, 8 марта 2011 г., Little, Brown and Company

- Винсент Тень: Совершенно секретные игрушки, 11.02.2011, Литтл, Браун и компания

- «Неистовый Джонс и секрет убийцы», 2014 г., Simon & Schuster

### Награды
Гран-при в области популярной науки 2005 года за инновации
2006 Один из 100 лучших в Америке по версии Reader’s Digest
Победитель конкурса «Сорок до 40 лет» 2006 года по версии Business Journal
Выбор из списка избранных на осенней торговой выставке Ассоциации книготорговцев Среднего Запада 2008 г.
Номинант на премию детской книги Северной Каролины 2011 года

## Примечание
1. ↑  POPSCI EXCLUSIVE The 11-Year Quest to Create Disappearing Colored Bubbles - Popular Science. web.archive.org (5 июля 2007). Дата обращения: 5 августа 2020. Архивировано 5 июля 2007 года.
2. ↑  Obituary: St. Paul inventor Tim Kehoe created the first colored bubbles. Star Tribune. Дата обращения: 5 августа 2020. Архивировано 28 марта 2017 года.
3. ↑  Inventing a Better -- Colored -- Bubble (англ.). NPR.org. Дата обращения: 5 августа 2020. Архивировано 20 апреля 2021 года.
4. ↑  Цветные мыльные пузыри обошлись в три миллиона долларов. www.membrana.ru. Дата обращения: 5 августа 2020. Архивировано 3 августа 2020 года.